# Placówka Straży Celnej „Kościelniki”

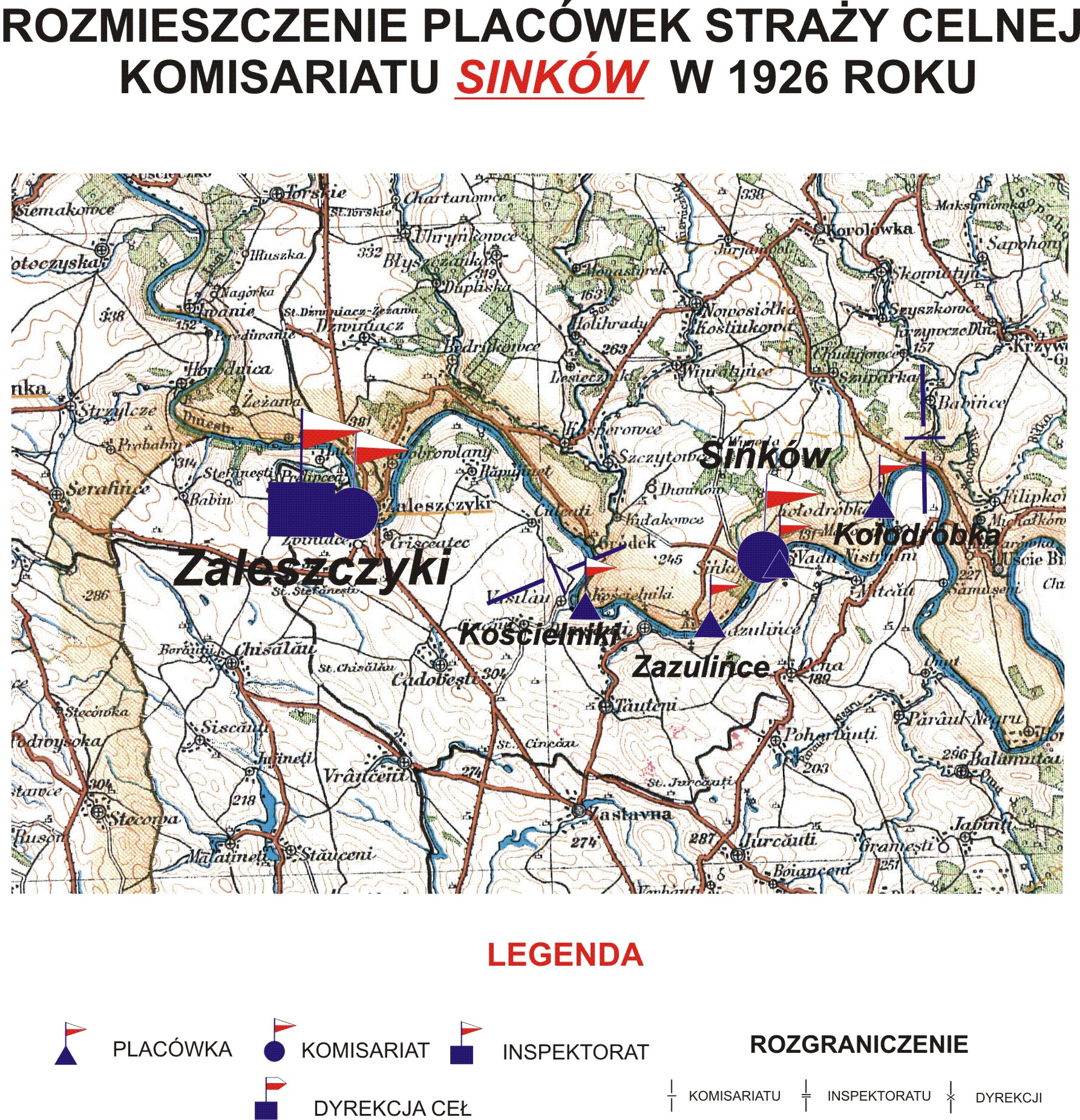
Rozmieszczenie placówek SC komisariatu "Sinków" w 1926

Placówka Straży Celnej „Kościelniki” – jednostka organizacyjna Straży Celnej pełniąca w okresie międzywojennym służbę ochronną na granicy polsko-rumuńskiej.

## Formowanie i zmiany organizacyjne
Na wniosek Ministerstwa Skarbu, uchwałą z 10 marca 1920 roku, powołano do życia Straż Celną. Jednostki Straży Celnej rozpoczęły przejmowanie odcinków granicy od pododdziałów Batalionów Celnych. W 1921 roku w Zaleszczykach stacjonował sztab 1 kompanii 22 batalionu celnego. Kompania wystawiała między innymi placówkę w Kościelnikach. W 1922 roku w Sinkowie stacjonował sztab 1 kompanii 22 batalionu celnego. Kompania wystawiała między innymi placówkę w Kościelnikach. Proces tworzenia Straży Celnej trwał do końca 1922 roku. Placówka Straży Celnej „Kościelniki” weszła w podporządkowanie komisariatu Straży Celnej „Sińków” z Inspektoratu SC „Zaleszczyki”.
W drugiej połowie 1927 roku przystąpiono do gruntownej reorganizacji Straży Celnej. W praktyce skutkowało to rozwiązaniem tej formacji granicznej. Ochronę północnej, zachodniej i południowej granicy państwa przejęła powołana z dniem 2 kwietnia 1928 roku Straż Graniczna. W strukturach nowo powstałej formacji placówki „Kościelniki” nie odtworzono.
Jeszcze wcześniej, z dniem 1 listopada 1927 roku Inspektorat Straży Celnej „Zaleszczyki”, w tym komisariat SC „Sińków” został rozwiązany, a  rejon odpowiedzialności komisariatu został przekazany pododdziałom Korpusu Ochrony Pogranicza.

## Funkcjonariusze placówki
Kierownicy placówki
| stopień    | imię i nazwisko, numer | okres pełnienia służby | kolejne stanowisko |
| ---------- | ---------------------- | ---------------------- | ------------------ |
| przodownik | Józef Flasza (157)     | był w 1926             |                    |

Obsada personalna placówki w 1926:
- przodownik Józef Flasza (157)
- starszy strażnik Wiktor Łapacz (1605)
- strażnik Franciszek Wyrwiński (1608)
- strażnik Michał Szalaty (1572)
- strażnik Franciszek Mądrawski (1612)
- strażnik Piotr Banaś (1467)
- strażnik Władysław Gonia (1587)
- strażnik Wincenty Knapowski (1596)